# Hans Fletcher
Hans Fletcher, född den 30 juni 1937 i Stockholm, är en svensk ingenjör och företagsledare. Han är son till John Fletcher.
Fletcher avlade examen vid Kungliga tekniska högskolan 1962. Han var driftsingenjör vid Sjökrigsskolan 1962–1965, utvecklings- och produktionschef vid Elema-Schönander 1965–1971, verkställande direktör vid Liljeholmens-Kema-Bryggerierna Medical 1971–1973, vice verkställande direktör vid Jungner Instruments 1973–1975, verkställande direktör där 1975–1979, verkställande direktör vid Engström Medical 1979–1983, vid Gambro Engström 1983, teknisk direktör vid Incentive 1984–1987 och verkställande direktör vid Heron 1987–1990. Därefter satt han i flera bolagsstyrelser.